# Liu Zongyuan

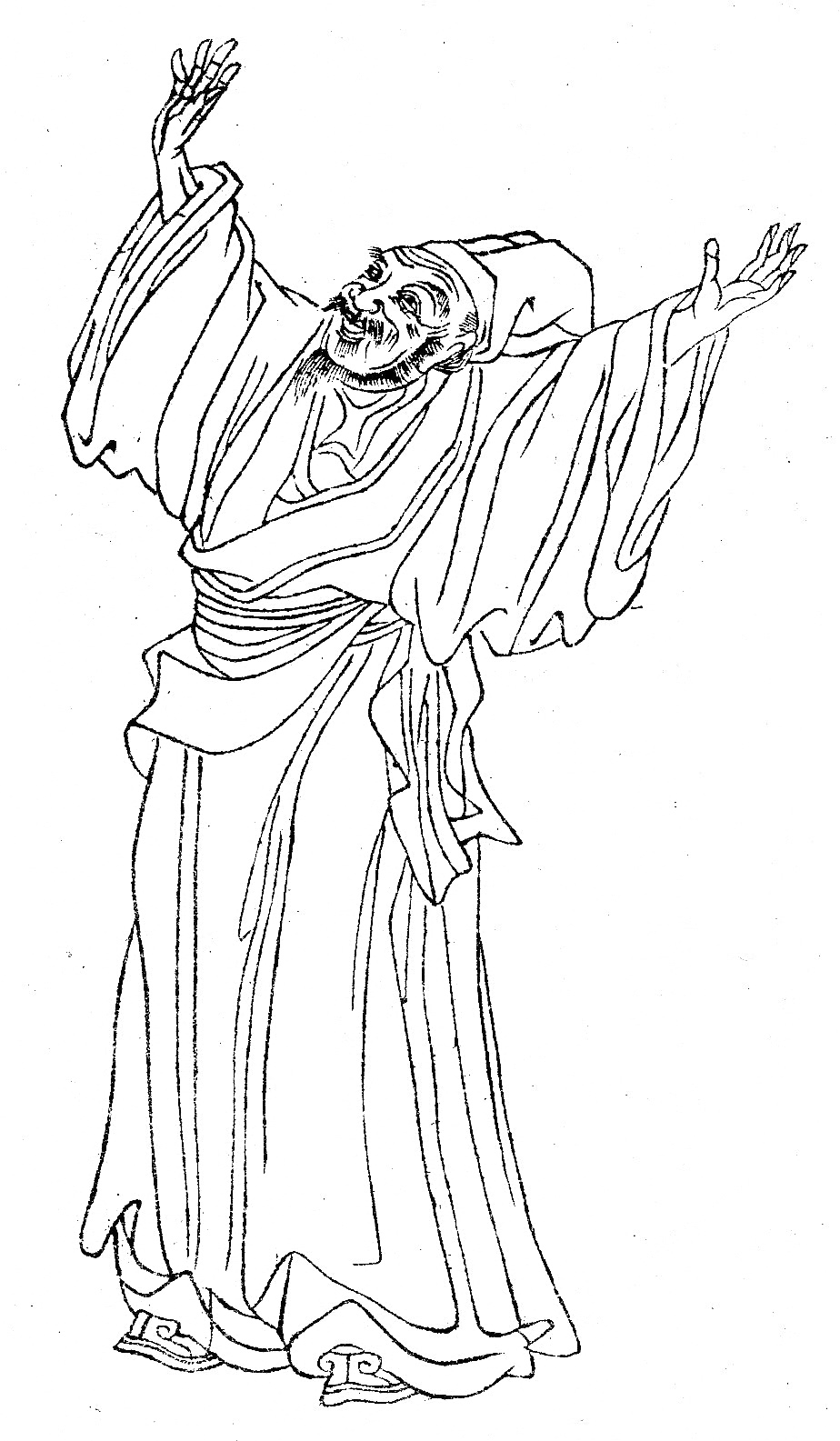
Liu Zongyuan

Liu Zongyuan (chinesisch 柳宗元, Pinyin Liǔ Zōngyuán, W.-G. Liu Tsung-yüan; * 773 in Yongji; † 819 Liuzhou) war ein reformkonfuzianischer Beamtengelehrter der späten Tang-Dynastie.

## Leben
Liu Zongyuan zeichnete sich im Beamtenexamen aus und wurde 801 Distriktkommandant von Lantian nahe der Hauptstadt Chang’an. 803 wurde er Untersuchungsbeamter im Zensorat der Hauptstadt.
Gegen Ende der Herrschaft des Kaisers Dezong kam es zu Kritik am Anwachsen der Macht der Günstlinge des Kaisers, unter denen sich besonders viele Eunuchen befanden. Um die Jahrhundertwende formierte sich eine Gruppierung von Reformern, die von Wang Shuwen und Wang Pi, zwei Beratern des Kronprinzen Li Song, geführt wurde. Neben dem Beamtengelehrten Liu Yuxi war auch Liu Zongyuan ein Anhänger der Forderung nach einer Verwaltungsreform, um ein Ende der als Günstlingswirtschaft empfundenen Zustände herbeizuführen. Der Tod Kaiser Dezongs und die Thronbesteigung Li Songs unter dem Tempelnamen Shunzong führte die Reformbewegung beinahe zum Erfolg. Doch der neue Kaiser war bereits von Krankheit gezeichnet und verstarb nach nur acht Monaten Regierung. Sein Sohn, Kaiser Xianzong, entließ die Reformer aus ihren Ämtern und verbannte sie aus der Hauptstadt Chang’an. Liu Zongyuan wurde zuerst nach Yongzhou und schließlich nach Liuzhou verbannt, wo er noch Gouverneur der Stadt wurde.

## Werk
Nach seiner Verbannung vom Kaiserhof lebte Liu Zongyuan fast für den gesamten Rest seines Lebens in Yongzhou (永州). Dort befasste er sich mit dem Verfassen von Gedichten, die zu den bedeutendsten der Tang-Literatur gezählt werden. Fünf dieser Gedichte wurden in der Qingzeit in die weit verbreitete Anthologie Dreihundert Tang-Gedichte aufgenommen. Seine Schriften weisen die Tendenz des buddhismuskritischen Reformkonfuzianismus auf, dem einige weitere Vertreter zu seinen Lebzeiten anhingen. Wichtig waren das Erlebnis der Naturschönheit fern der Hauptstadt und die Erfahrung der schweren Lebensbedingungen der Bauern.
Liu Zongyuan zählt zu den acht großen Prosameistern der Tang- und Song-Zeit. Etwa 500 seiner stilbildenden Texte sind bekannt.
Zu seinen lehrhaften Fabeln sowie satirischen Parabeln auf politische Grausamkeit und soziale Not gehören u. a.
- „Traktat über den Schlangenfänger“ («捕蛇者說» Bǔ Shézhě Shuō)
- „Der Esel von Qian“ («黔之驢» Qián zhī Lǘ)
- Durch seine „Acht Aufzeichnungen von Yongzhou“ («永州八記» Yǒng zhōu Bā Jì)[1] gilt Liu als Begründer des Landschaft schildernden Reiseberichts in China.

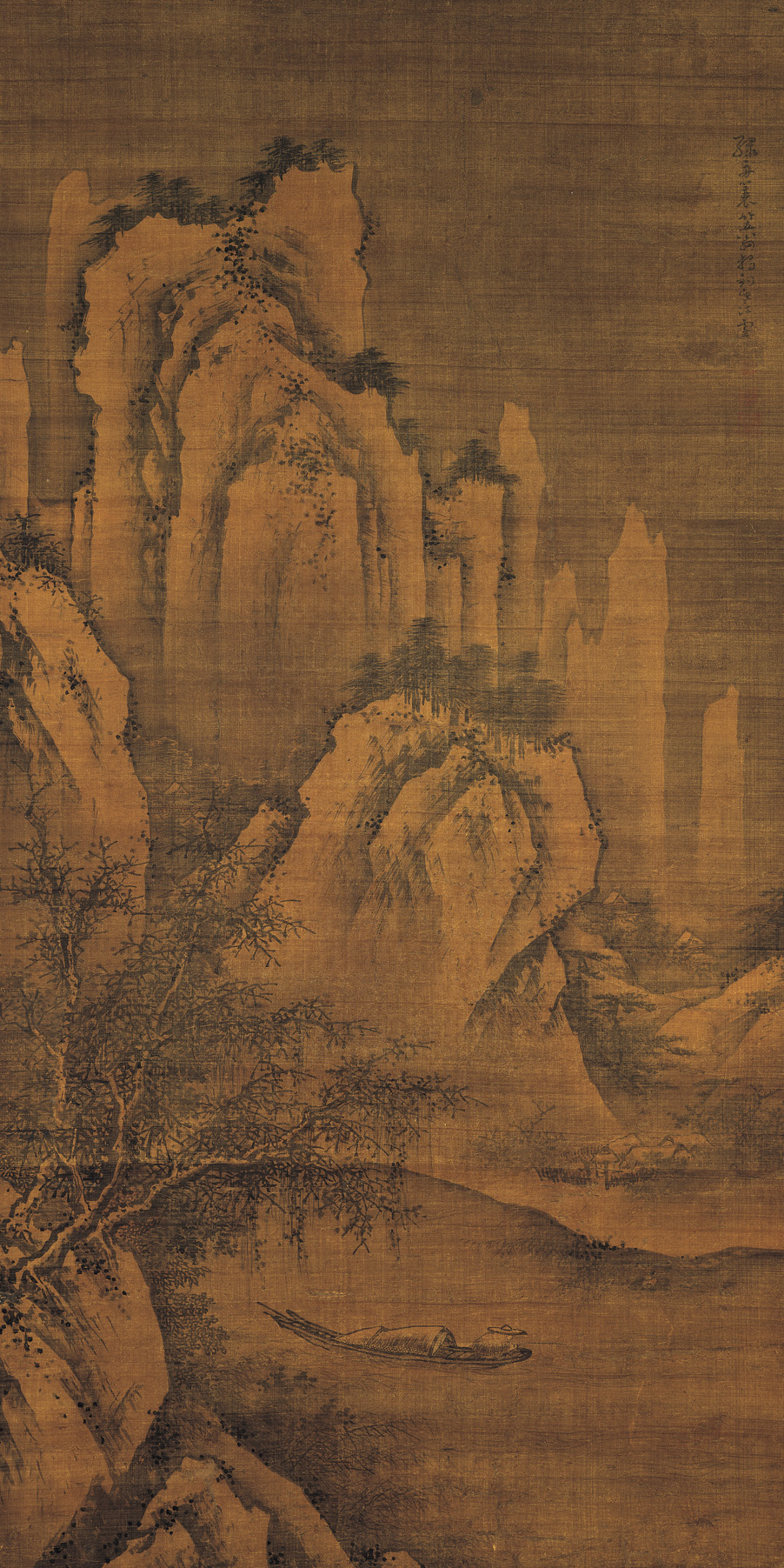
Zhou Wenjing (Ming-Dynastie): Illustration zum Gedicht „Fluss im Schnee“

Der vierzeilige Gedicht Fluss im Schnee («江雪» Jiāngxuě) von Liu Zongyuan zählt zu den berühmtesten und meistübersetzten Gedichten der chinesischen Literatur.
千山鳥飛絕 Qiān shān niǎo fēi jué,
萬徑人蹤滅 wàn jìng rén zōng miè.
孤舟蓑笠翁 Gū zhōu suō lì wēng,
獨釣寒江雪 dú diào hán jiāng xuě.
Über tausend Bergen ist dahin der Vögel Flug,
auf allen Wegen zugeweht die Spur von Menschen.
Allein im Boot, mit Bastumhang und Bambushut
fischt ein Greis im Schnee aus kalter Flut.
(Übersetzung von Raffael Keller in Zusammenarbeit mit Jürgen Theobaldy):17